# Wivenhoe
Wivenhoe este un oraș situat în comitatul Essex, regiunea East, Anglia. Orașul se află în districtul Colchester.